# Jiří Grygar
Jiří Grygar (prononcé en tchèque [ˈjɪr̝iː ˈɡrɪɡar] ), né le 17 mars 1936 à Heinersdorf, en Allemagne (aujourd'hui Dziewiętlice, en Pologne), est un astronome et vulgarisateur scientifique tchèque.

## Carrière
Après des études de physique à l'Université Masaryk de Brno et d'astronomie à l'Université Charles de Prague, il rejoint le département d'astronomie stellaire de l'Institut d'astronomie de l'Académie des sciences, à Ondřejov. Vingt ans plus tard, il a rejoint le département de physique des basses températures de l'Institut de physique à Řež, où il est resté pendant plus de dix ans. Peu de temps après la révolution de Velours, il rejoint le département de physique des hautes énergies de la même institution. De 1992 à 1998, Grygar a présidé la Société tchèque d'astronomie. Il a également présidé le Conseil de la télévision tchèque et la section Science et philosophie du Club européen de la culture. Il est membre des comités de rédaction des périodiques Říše hvězd, Vesmír, Universum et Omega.
Grygar est titulaire d'un doctorat en astrophysique. Ses articles portent sur la matière interplanétaire ( météores, comètes), l'assombrissement centre-bord dans les atmosphères stellaires, les binaires proches, les novas, les étoiles chimiquement particulières et la télédétection.
Entre 2004 et 2008, Grygar a été président de la Société savante de la République tchèque, une association des principaux universitaires du pays.

## Apparitions publiques
Grygar est bien connu du public en Tchéquie et en Slovaquie en raison de sa série télévisée sur l'Univers intitulée Okna vesmíru dokořán (Les fenêtres grandes ouvertes de l'Univers ; 1982–1990). En tant que membre du groupe sceptique scientifique Český klub skeptiků Sisyfos (Club sceptique tchèque Sisyphe), il est également un critique éminent de la pseudoscience et d'autres théories non prouvées. Catholique pratiquant, il est également un écrivain reconnu sur le thème des relations entre religion et science.

## Honneurs
Le 26 octobre 1976, l'astronome tchèque Luboš Kohoutek a découvert l'astéroïde de la ceinture principale (3336) Grygar, qu'il a nommé d'après Jiří Grygar.
Il est lauréat du prix Kalinga en 1996.
En 2009, le Dr Grygar a reçu l'un des prix scientifiques tchèques les plus prestigieux, Česká hlava.
En 2010, il a été le premier récipiendaire du respectable Prix Mensa de la République tchèque.
Le Dr Grygar est récipiendaire de plusieurs autres prix.